# Ceromya oriens
Ceromya oriens är en tvåvingeart som beskrevs av O'hara 1994. Ceromya oriens ingår i släktet Ceromya och familjen parasitflugor. Inga underarter finns listade i Catalogue of Life.